# Martin Webster
Martin Guy Alan Webster (sinh ngày 14 tháng 5 năm 1943) là một chủ nghĩa Quốc xã mới người Anh, cựu nhân vật lãnh đạo cực hữu ở Vương quốc Anh. Là thành viên ban đầu của Đảng Lao động Quốc gia, ông là đồng minh thân cận nhất của John Tyndall, và theo sau ông tham gia Đảng Quốc gia Anh, Phong trào Xã hội Chủ nghĩa Quốc gia và Phong trào Anh Quốc.  Webster cũng từng ngồi tù vì giúp tổ chức một tổ chức bán quân sự, Spearhead, và bị kết án theo Đạo luật Trật tự Công cộng 1936. Những tin đồn về đồng tính luyến ái của ông đã khiến ông trở nên miệt thị trong giới cực hữu, và ông lặng lẽ biến mất khỏi chính trường.

## Hoạt động chính trị ban đầu
Là một thành viên ban đầu của đảng Bảo thủ Trẻ tuổi, từ đó ông tuyên bố đã bị trục xuất, Webster đã liên kết lỏng lẻo với Liên minh những người trung thành với Đế chế cho đến khi ông tham gia Phong trào Xã hội Chủ nghĩa Quốc gia (NSM) vào năm 1962. Anh ta trở thành đồng minh thân cận nhất của  John Tyndall trong NSM, và theo ông tham gia Phong trào Anh Quốc. Webster cũng từng ngồi tù vì đánh Jomo Kenyatta xuống đất bên ngoài khách sạn London Hilton, và giúp tổ chức tổ chức bán quân sự Spearhead. Ông bị kết án theo Đạo luật Trật tự Công cộng 1936. Ông thu hút thêm sự chú ý vào năm 1972 khi được ghi lại rằng: “Chúng tôi đang bận rộn thiết lập một cỗ máy Đức Quốc xã được bôi dầu tốt ở đất nước này."

## Bầu cử tranh cãi
| Ngày bầu cử                       | Khu vực bầu cử        | Đảng | Phiếu | %    |
| --------------------------------- | --------------------- | ---- | ----- | ---- |
| 24 tháng 5 năm 1973 (bầu cử phụ)  | West Bromwich         | NF   | 4,789 | 16.0 |
| Tháng 2 năm 1974                  | West Bromwich East    | NF   | 2,907 | 7.0  |
| 1979                              | Bethnal Green and Bow | NF   | 1,740 | 6.1  |
| 28 tháng 10 năm 1982 (bầu cử phụ) | Peckham               | NF   | 874   | 3.9  |